# Збараж
Зба́раж — місто в Україні у Тернопільському районі. Збараж зараховують до 39 міст України з найбільшою кількістю історичних пам'яток. Населення міста становить 14 тисяч осіб (2023). Відстань до Тернополя складає 17 км.

## Географія
Розміщене на Волино-Подільській височині, серед гір Медобори на обох берегах річки Гнізна — притоки Серету.

## Історія
На околицях міста тривають археологічні розкопки; віднайдені мезолітична стоянка (8 тисяч років до нашої ери), поселення трипільської, черняхівської, Лука-Райковецької, давньоруської культур, могильник 8-9 ст..

### Давньоруський період
Це волинське місто вперше згадується в літописах під 1211 роком, але задовго до цього місто на річці Гнізна було одним з найбільш укріплених удільних центрів Галицько-Волинського князівства. Відомо, що в XIII столітті місто належало польському королеві Лешкови Білому (до 1219 р.)
Збараж належав до Галицько-Волинської держави, став її волосним центром (як Теребовля, Крем'янець, Шумськ).

### Литовсько-польський період

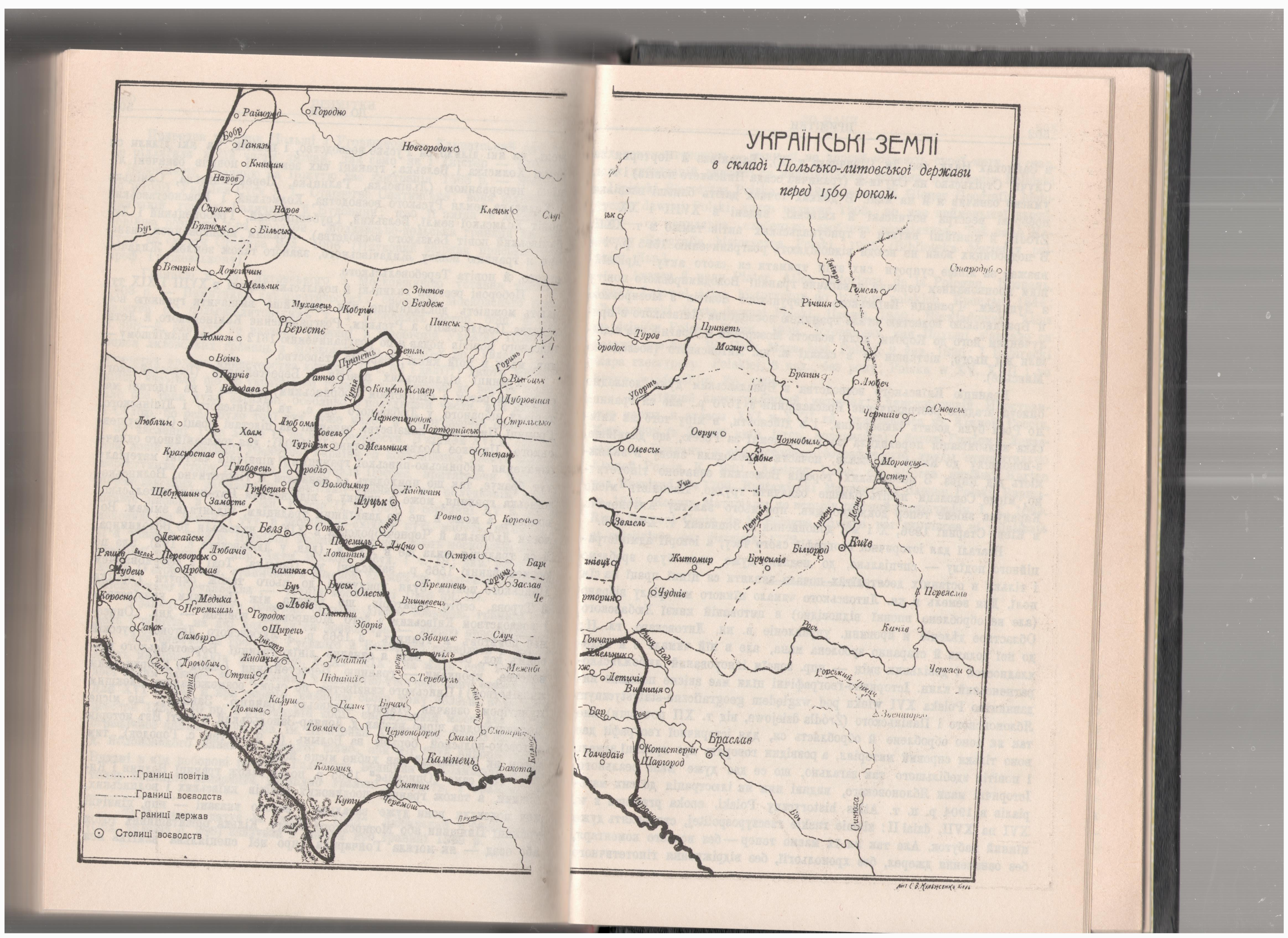
Збараж на адміністративній мапі-схемі

У 1393 р. великий литовський князь Вітовт надав Збараж  сіверському князеві Корибуту (охрещений Дмитром) гербу Корибут, який збудував тут замок (за Мацеєм Стрийковським).
Коли 1474 року під стіни міста підійшла татарська орда, захисники Збаража на чолі з князем Василем Васильовичем Несвицьким згоріли разом із фортецею. За це татари знищили замок, розібрали навіть мури. Син Корибута — князь Іван Збаразький — був убитий, його дружину з наймолодшим сином погнали татари з іншими мешканцями в неволю. Замок перейшов до князя Василя, який в 1481 року відав його синові Семену.
У часи польської окупації місто адміністративно належало до Волинського воєводства, розташовуючись недалеко від межі з Руським воєводством.
1587 — на місці старого замку збудували новий. Ще раз зруйнували татари місто 1598 року.
У липні 1617 р. під Збаражем стояло табором військо з королем Владиславом IV Вазою.
Збараж був родовим гніздом князів Збаразьких. Краківський каштелян Юрій Збаразький — останній представник — помер у Кракові 1631 р. Після нього місто перейшло до гілки князів Вишневецьких. З 1636 р. Збараж належав князям Вишневецьким — позаяк попередній власник міста Юрій Збаразький не мав ні дітей, ні спадкоємців.

### Повстання Хмельницького
Найбільше місто відоме подіями періоду Українсько-польської війни 1648-57 рр., а саме облогою 1649 р. Тоді війська Богдана Хмельницького взяли в облогу сильний коронний гарнізон у Збаражі. На допомогу оточеним вийшла добірна армія, очолена самим королем Яном II Казимиром. Гетьман атакував поляків під Зборовом (це недалеко від Збаража) і мало не взяв короля в полон. На заваді став союзник Хмельницького, кримський хан Іслам-Гірей III, що пригрозив переходом на бік Яна ІІ Казимира, якщо бойові дії не будуть припинені. Відчувши безвихідь, польський король вислав до Хмельницького послів просити перемир'я. Та в останній момент, канцлер Оссолінський, що був у таборі, зумів вступити у таємні переговори з Іслам-Гірейєм III. Він намагався щедрими подарунками і обіцянками схилити його на бік миру. Після цього хан був не зацікавлений, щоб котрась із ворогуючих сторін взяла гору, погодився на це, зрадив козаків і припинив проти поляків воєнні дії. Кримський хан, що врятував від розгрому польську армію та короля, отримав за свою зраду грошовий викуп і відступив на Крим.
Результатом став Зборівський договір, за яким реєстр козацького війська було скорочено з 60 до 40 тисяч, а в складі гетьманської держави залишились Київське, Чернігівське та Брацлавське воєводства. Волинь, Поділля та Полісся залишилися під владою Речі Посполитої.
Під мурами Збаразького замку загинув корсунський наказний полковник, уродженець Теребовлянщини Станіслав Мрозовицький (Нестор Морозенко), був тяжко поранений Іван Богун.

### Подальший період
1675 — Шишман Ібрагім Паша (Şişman İbrahim Paşa) з турецько-татарським військом знищив Поділля, Волинь, Червону Русь (Бар, Теребовлю, Тернопіль, Підгайці). 27 липня 1675 року взято Збаразький замок (був значно зруйнований), місто повністю спалене, мешканців винищили, молодь погнали в ясир. Місто було звільнене від податків на 12 років. Місто належало князям Вишневецьким, останнім, до 1744 року, був віленський воєвода Михайло Сервацій Вишневецький (?—1744). Від нього місто перейшло до Потоцьких.
1707 року тут побував гетьман Іван Мазепа (з Петром I).
Згідно з листом М. Потоцького з табору під Нараєвом, 1734 року загін війська московитів вийшов з Тернополя в напрямку Збаража. У середині 18 ст. місто адміністративно належало до Волинського воєводства.

### У складі імперії Габсбурґів
1772 року місто увійшло до складу володінь Габсбургів (згодом — Австрійська, від 1867 — Австро-Угорська імперія).
У 1789 р. згідно з розпорядженням уряду у Відні була заснована гімназія з німецькою мовою викладання. Вона діяла у приміщенні колишнього бернардинського монастиря. Її у 1805 році перевели до Бережан. За поширеною версією, гімназію перевели зі Збаража після чисельних скарг місцевих міщан.
У 1797 році цісар Франц ІІ підтвердив герб міста — зображений верхи на коні св. Юрій, який убиває дракона.
25 листопада 1906 року було відкрито рух залізницею Тернопіль — Збараж.

### Перша світова війна
У 1916 р. для забезпечення Брусиловського прориву місто було з'єднане залізницею із Шепетівкою. Для будови використовували рейки і шпали з відтинку залізниці Великі Бірки — Гримайлів (повністю демонтували).

### Західноукраїнська Народна Республіка
На початку листопада 1918 року місто увійшло до складу відновленої Української держави, стало центром повіту ЗУНР. Послом від Збаразького повіту до Української Національної Ради ЗУНР був Шмигельський Андрій (через незначну кількість мешканців місто не мало свого делегата до УНРади).
Військовий злочин стався у 1919 році в замку Збаража, де жовніри за наказом польського майора Красічінського з 39 полку піхоти, розстріляли полонених Українськой Галицької Армії українців і євреїв, серед них: Яцка Баліна, Іцика Брунета, Льва Фукса і Осипа Брунета.

### II Річ Посполита
Відновила діяльність філія українського товариства «Просвіта». У 1934—1938 роки секретарем філії товариства «Просвіта» в Збаражі був Данилів Теодор.

### Друга світова війна
1939 року відбулось повстання проти «влади рад» у Збаразькому повіті під проводом діячів ОУН, було здійснено напад на відділок НКВД. В період німецько-нацистської окупації в місті діяв табір примусової праці для євреїв, перша згадка про який датована квітнем 1943, остання - у липні 1943. 

### Радянська окупація
Через майже повну руйнацію Тернополя унаслідок запеклих боїв у Збаражі протягом 1944–1946 перебували деякі обласні установи та організації.

### Відновлення Незалежності України
29 серпня 2015 відкрили відреставрований пам'ятник Міцкевичу за участи голови Тернопільської ОДА Степана Барни, польських гостей на чолі з Послом Польщі в Україні Генриком Літвіном.

## Клімат
| Клімат Збаража            | Клімат Збаража | Клімат Збаража | Клімат Збаража | Клімат Збаража | Клімат Збаража | Клімат Збаража | Клімат Збаража | Клімат Збаража | Клімат Збаража | Клімат Збаража | Клімат Збаража | Клімат Збаража | Клімат Збаража |
| Показник                  | Січ.           | Лют.           | Бер.           | Квіт.          | Трав.          | Черв.          | Лип.           | Серп.          | Вер.           | Жовт.          | Лист.          | Груд.          | Рік            |
| Середній максимум, °C     | −2,5           | −1,6           | 3,5            | 13,8           | 21,2           | 24,8           | 26,5           | 26,0           | 20,5           | 12,6           | 4,7            | 0,2            | 12             |
| Середня температура, °C   | −5,7           | −4,8           | 0,0            | 9,0            | 15,7           | 19,3           | 20,9           | 20,2           | 15,0           | 8,1            | 1,8            | −2,5           | 8              |
| Середній мінімум, °C      | −8,8           | −8             | −3,4           | 4,2            | 10,3           | 13,9           | 15,4           | 14,5           | 9,5            | 3,7            | −1,1           | −5,2           | 3              |
| Норма опадів, мм          | 43             | 38             | 33             | 40             | 44             | 60             | 61             | 45             | 41             | 41             | 43             | 47             | 536            |
| ------------------------- | -------------- | -------------- | -------------- | -------------- | -------------- | -------------- | -------------- | -------------- | -------------- | -------------- | -------------- | -------------- | -------------- |
| Джерело: climate-data.org |                |                |                |                |                |                |                |                |                |                |                |                |                |

## Населення

### Національний склад
Розподіл населення за національністю за даними перепису 2001 року:
| Національність  | Відсоток |
| --------------- | -------- |
| українці        | 97,69%   |
| росіяни         | 1,64%    |
| поляки          | 0,30%    |
| інші/не вказали | 0,37%    |

### Мова
Розподіл населення за рідною мовою за даними перепису 2001 року:
| Мова            | Чисельність, осіб | Доля   |
| --------------- | ----------------- | ------ |
| Українська      | 12 809            | 98,13% |
| Російська       | 218               | 1,67%  |
| Польська        | 5                 | 0,04%  |
| Білоруська      | 4                 | 0,03%  |
| Румунська       | 3                 | 0,02%  |
| Ромська         | 3                 | 0,02%  |
| Вірменська      | 1                 | 0,01%  |
| Гагаузька       | 1                 | 0,01%  |
| Інші/Не вказали | 9                 | 0,07%  |
| Разом           | 13 053            | 100%   |

## Архітектурно-історична спадщина

### Храми
Пам'ятники архітектури:
- синагога (1537 р.)
- Спасо-Преображенська церква (1600 р., збудована на місці монастиря святого Онуфрія; нині — парафіяльна церква села Залужжя)
- костел і монастир отців Бернардинців (1627 р.)
- Костел і монастир отців бернардинців Успенська церква (1755 р.)

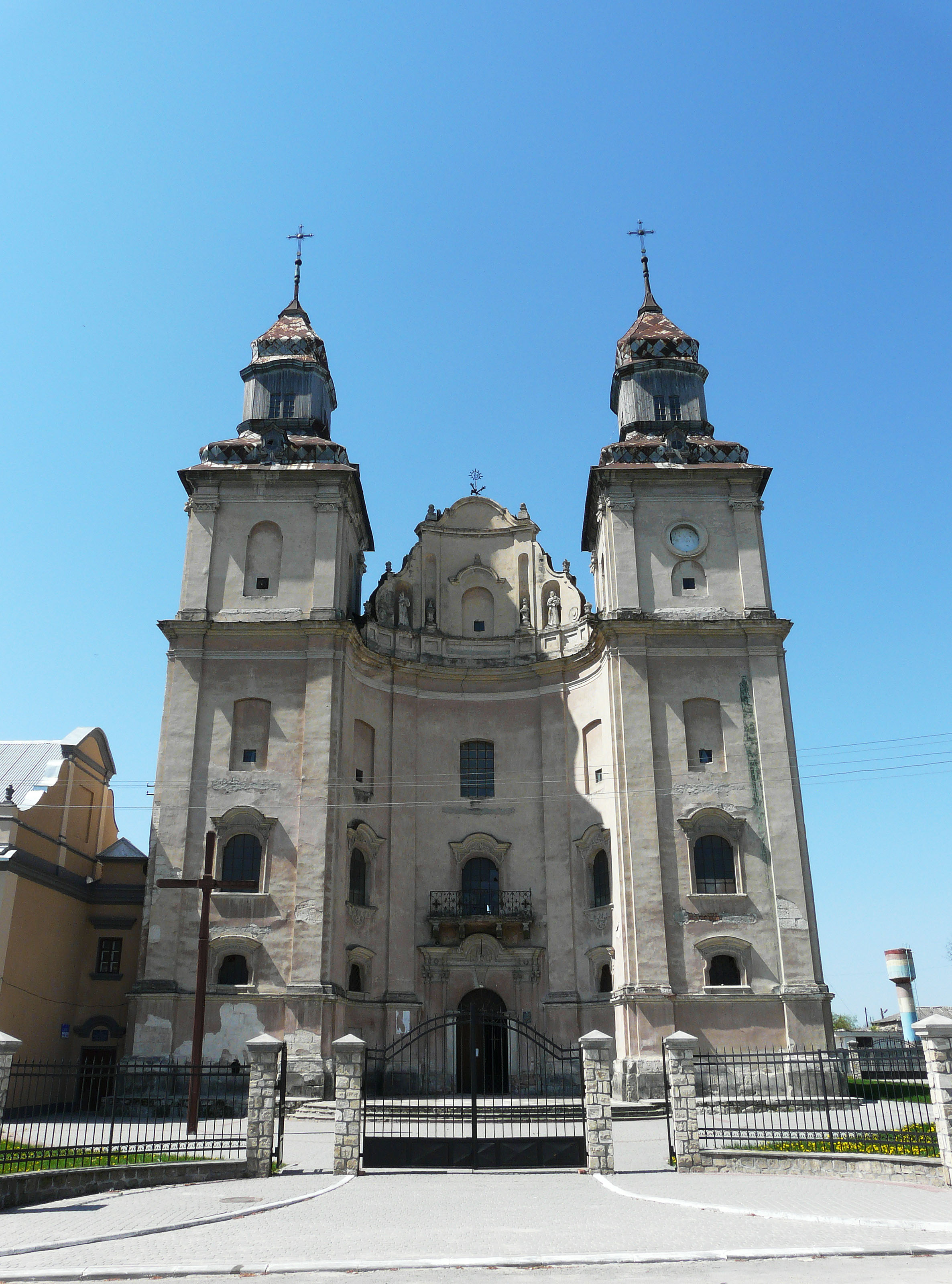
Костел і монастир отців бернардинців

- Воскресенська церква (1764 р.; фундатор — міщанин-швець Г. Гимонюк).
- 1887 року під час великої пожежі храми були пошкоджені, невдовзі відреставровані.
- діють церкви святих Петра і Павла, Покрови Пресвятої Богородиці, святого Юрія, Різдва Христового.

### Збаразький замок

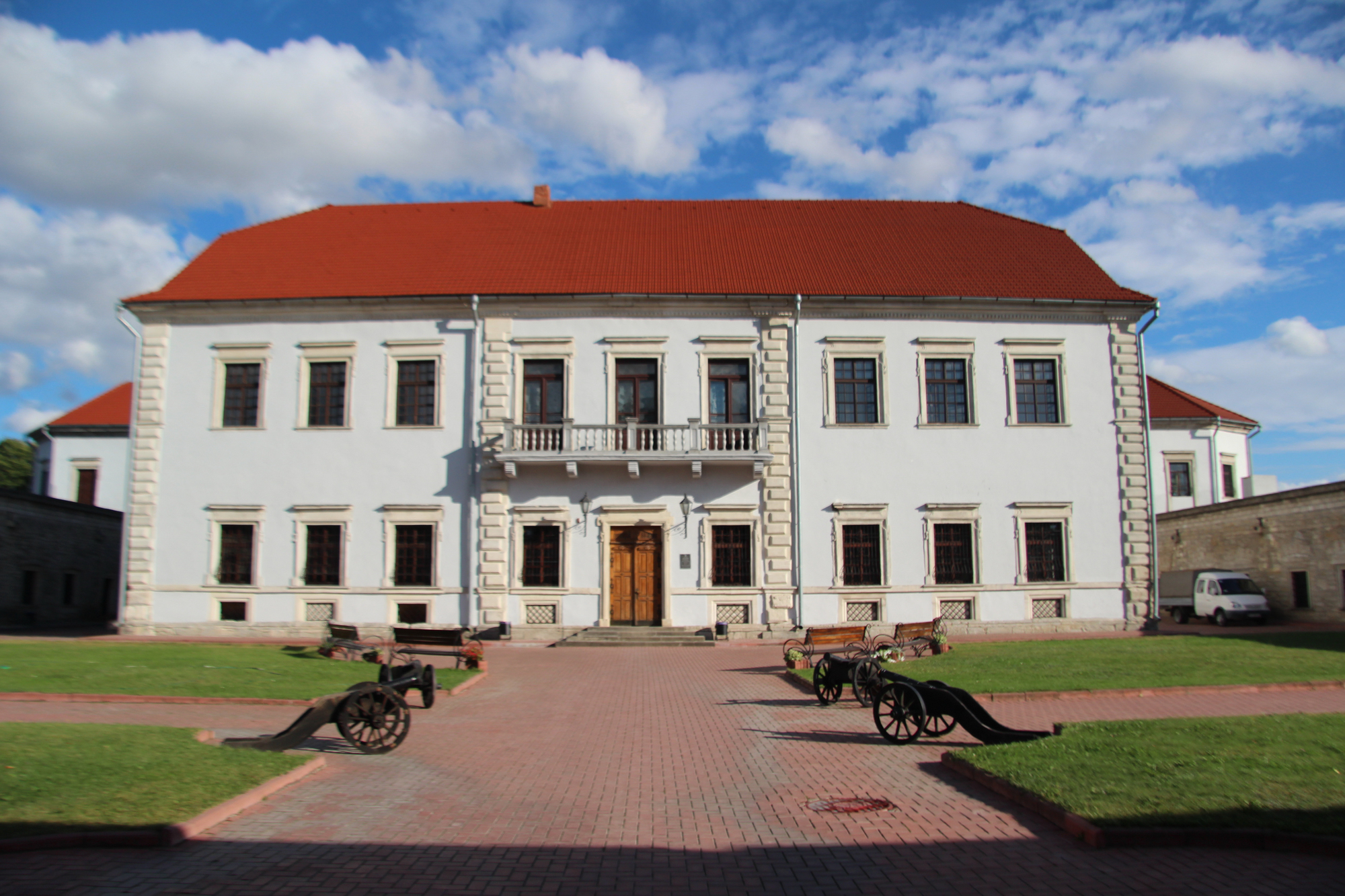
Збаразький замок

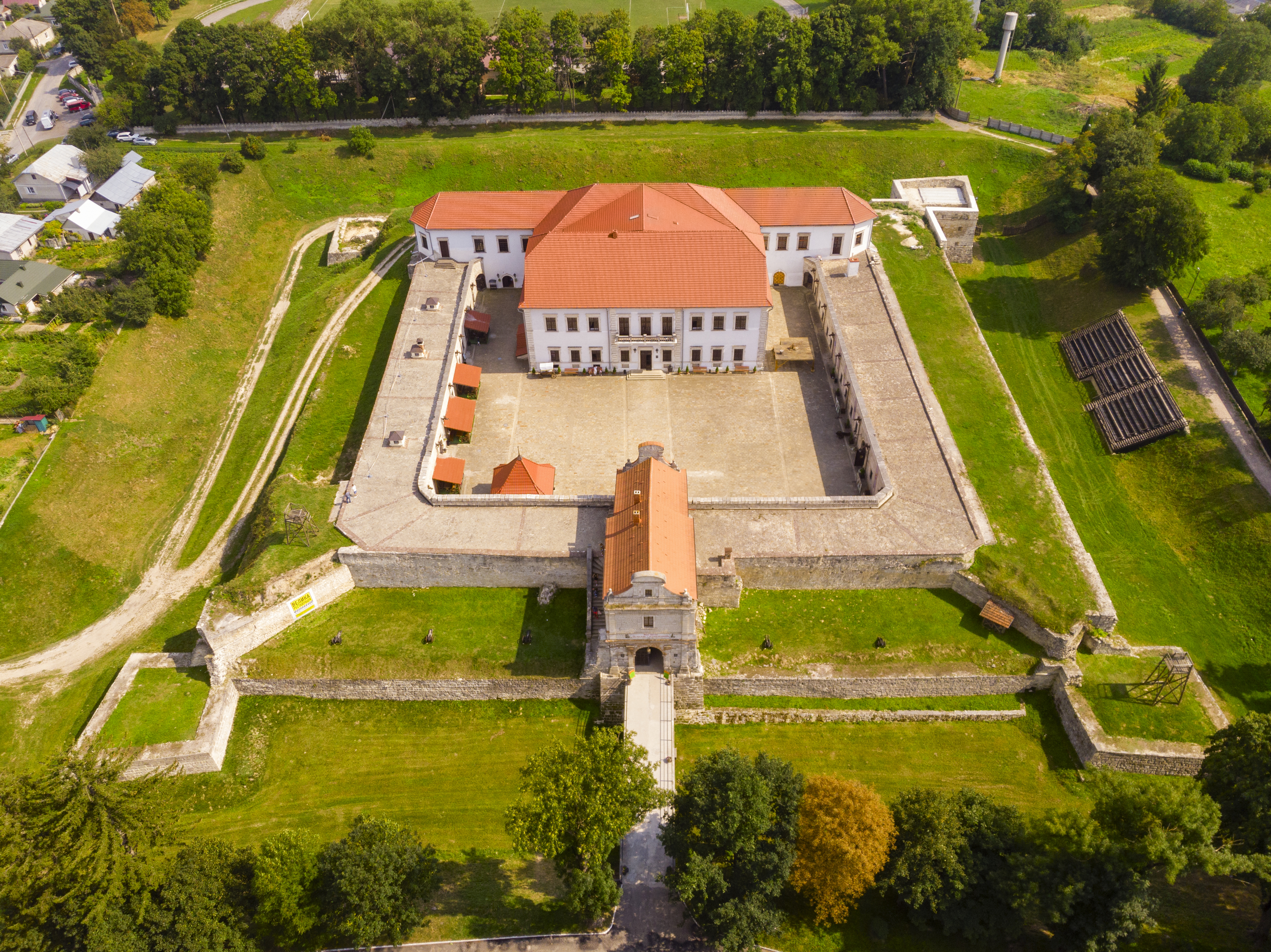
Збаразький замок з висоти пташиного польоту

Збаразький замок 1994 року увійшов до складу новоствореного Державного історико-архітектурного заповідника в місті Збаражі, на базі якого в січні 2005 року, за указом президента України, було створено Національний заповідник «Замки Тернопілля».

### Пам'ятники
У Збаражі споруджено пам'ятники:
- Богдану Хмельницькому (1954 р.; скульптор Яків Чайка, архітектор В. Скочеляс)
- Івану Франку (1992 р.; скульптор В. Одрехівський)
- Дмитру Клячківському (Климу Савуру, 1994 р.; скульптор В. Мельник, архітектор В. Скочеляс);
- Адаму Міцкевичу (1898 р.)[15], влітку 2015 року відновлений.[16].
- Меморіал слави воїнам, полеглим у німецько-радянській війні (1965 р.; архітектор В.Скочеляс).
- Героям Небесної сотні — Устиму Голоднюку та Назарію Войтовичу

### Меморіальні таблиці
Встановлено меморіальні таблиці на честь:
- виступу Івана Франка 1895 року на вічі (будинок школи; 1970) — в грудні 1895 року на центральній площі Збаража відбулося передвиборче віче з участю Івана Франка та місцевих діячів радикального руху Андрія Шмигельського, Антона Грицуняка, Я. Остапчука. Письменник робив доповідь про еміграцію селян, застерігав від неї, порушував питання народної освіти, виборчої реформи, вимагаючи їх докорінної зміни. Вдруге Іван Франко виступив на цій площі 1897 року на передвиборчому вічі. З цієї нагоди на вулиці Шевченка перед площею навпроти середньої школи № 2 1970 року встановлено меморіальну дошку з написом: «На майдані біля школи 26 грудня 1895 року і в червні 1897 року виступав Іван Франко на передвиборчих вічах»[17].
- та його перебування в місті (будинок Народного Руху; 1991 р.)
- полковника Нестора Морозенка (замкова стіна; 1975 р.)
- 125-річчя «Просвіти» (колишній будинок товариства; 1996 р.)
- фундаторів Українського народного дому В. та Івана Телев'яків (будинок СШ № 1; 1996 р.)
- перебування в місті Симона Петлюри (залізничний вокзал; 1997 р.).

## Пам'ятки природи
- Геологічна пам'ятка природи місцевого значення Плейстоценові відклади ґрунтів.

## Освіта і культура

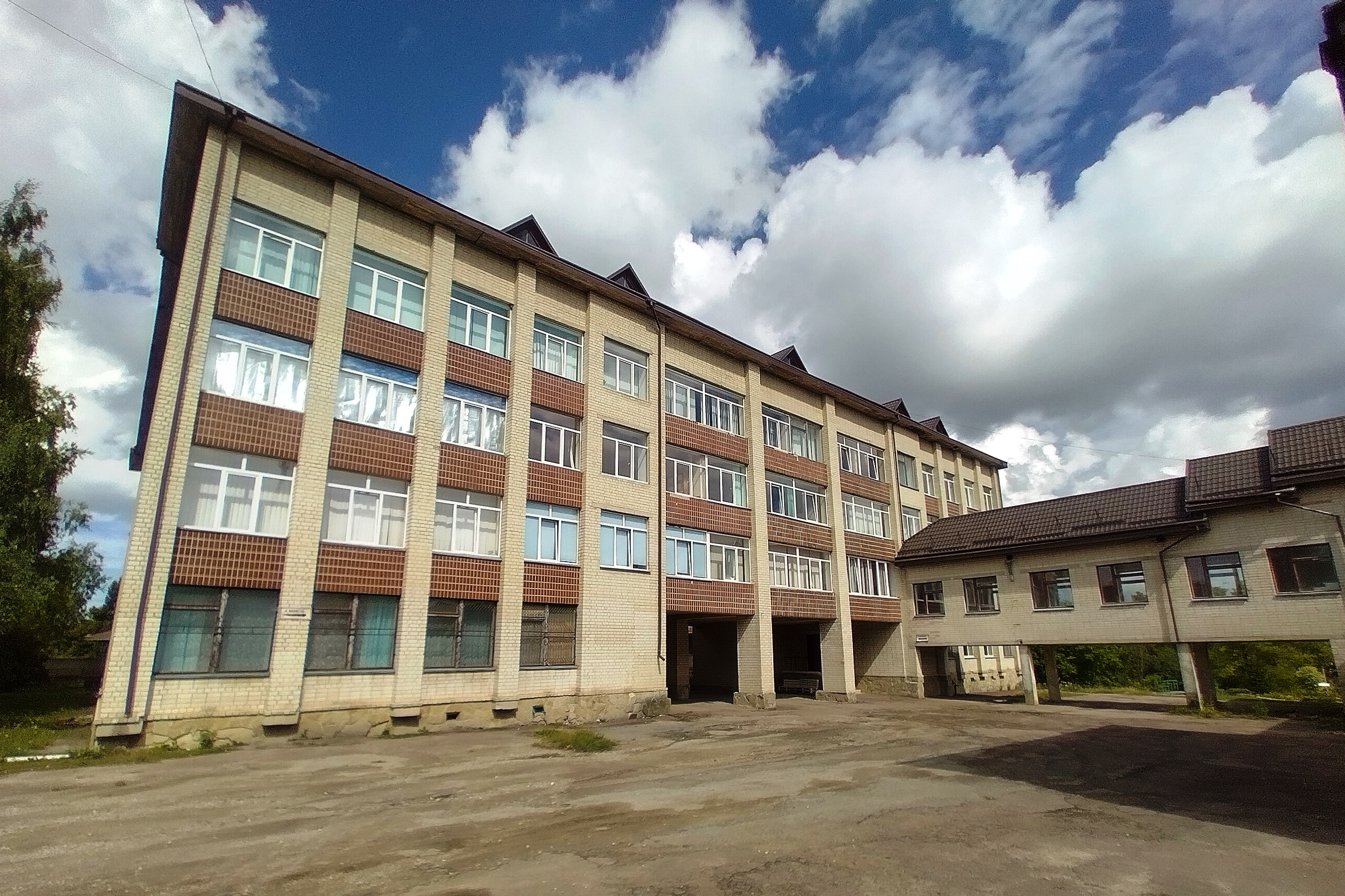
Середня загальноосвітня школа № 2

У 1789 році в місті заснували гімназію з німецькою мовою навчання, яку пізніше перенесли до Бережан.
Повну середню освіту у Збаражі можна здобути у:
- Збаразькій загальноосвітній школі I-III ступенів № 1,
- Збаразькій загальноосвітній школі I-III ступенів № 2,
- Збаразькій загальноосвітній школі I-III ступенів № 3,
- Збаразькій санаторній школі-інтернаті.

Професійну освіту у Збаражі можна здобути у професійно-технічному училищі № 25.
Також існувала з 1998 року Тернопільська (Збаразька) духовна семінарія св. рівноапостольних Кирила і Мефодія, котра нині не функціонує.
У місті діє Збаразький районний краєзнавчий музей.

## Спорт

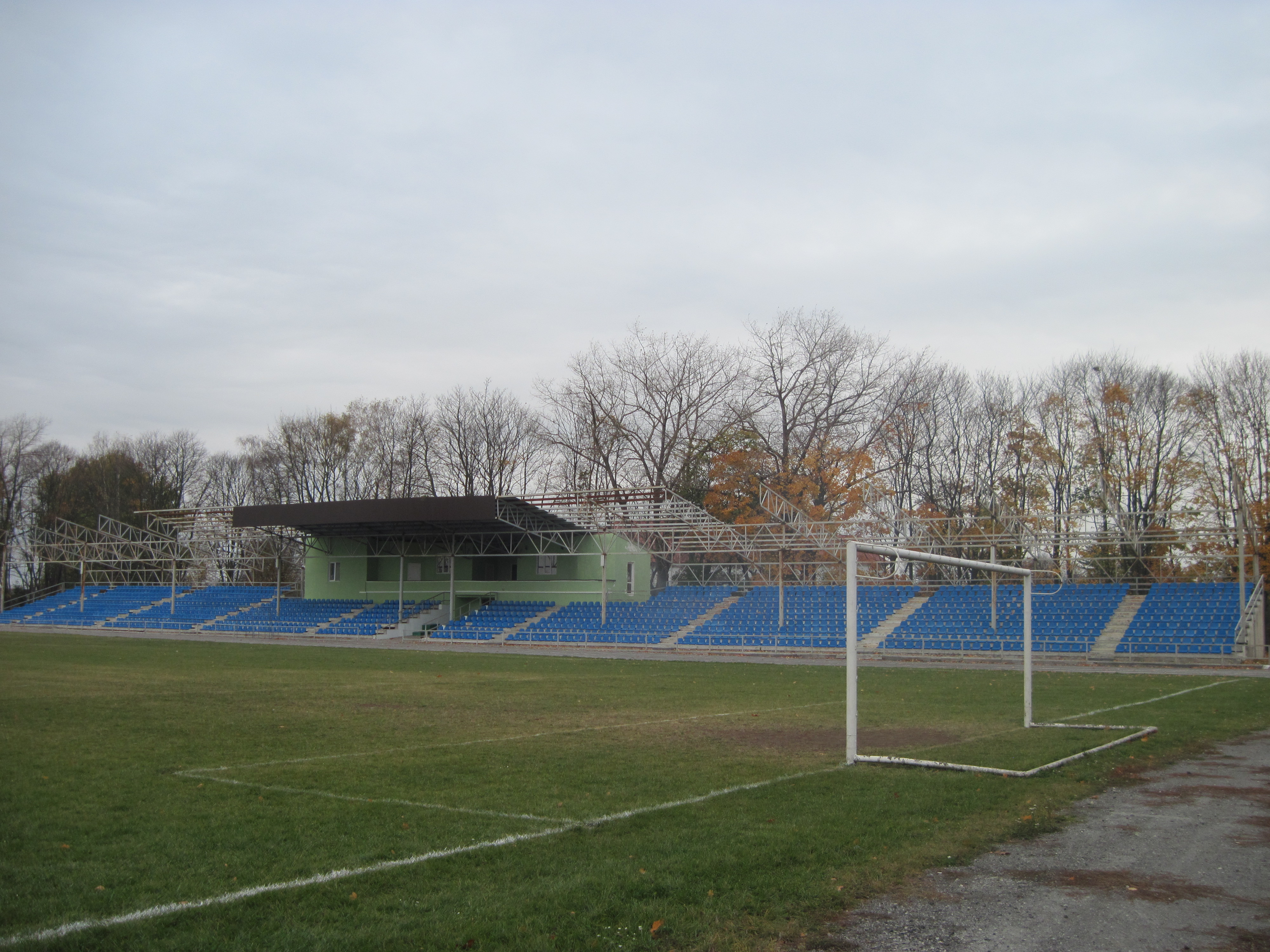
Стадіон

- ФК «Галич»[21] — чемпіон — 2008 року,[22] призер чемпіонату Тернопільської області з футболу.

## Промисловість
Діють промислові підприємства:
- завод продтоварів,
- ТОВ «Збаражцукор»,
- ЗАТ «Хлібозавод»,
- ТОВ «Інтер»,
- ВАТ «Квантор»,
- СП «Тарний комбінат»
- ТОВ «Збаразький горілчаний завод» та ін.

## Транспорт

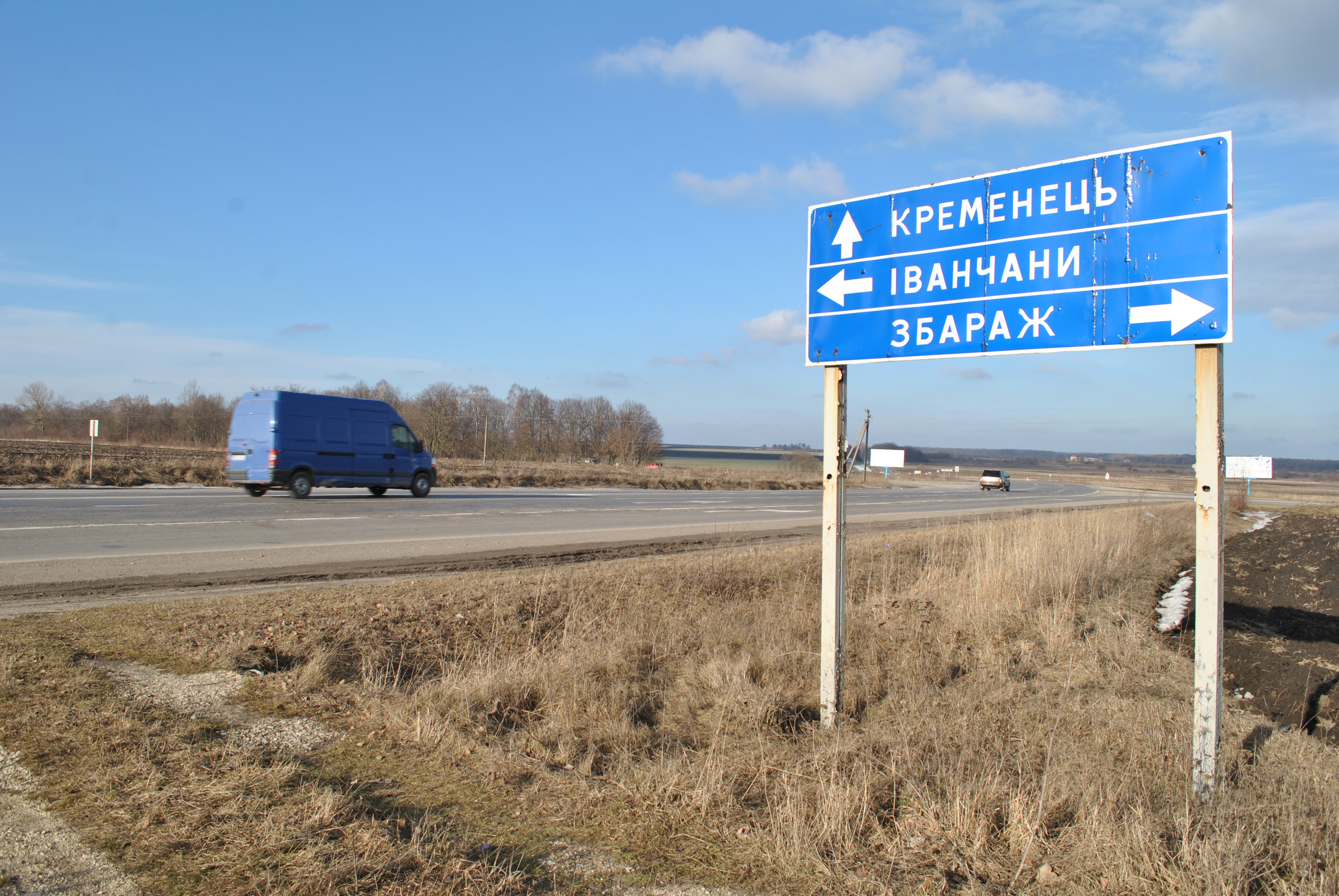
Автодорога М19 поблизу міста

Поряд зі Збаражем проліг відтинок автомагістралі E85 Клайпеда — Александруполіс (з нею збігається автодорога Одеса — Берестя). Одна з транспортних переваг міста — близькість до обласного центру.
У місті діють:
- залізнична станція на лінії Тернопіль — Шепетівка
- автобусна станція (приміські та міжміські маршрути, зокрема, є рейс Збараж — Буковель)
- міський рейсовий автотранспорт
- таксі.

## Засоби масової інформації
- Періодичні видання:
  - газета «Амвон» — обласний релігійно-громадський часопис. Зареєстрована 12 серпня 1991. Засновник — Тернопільська (Збаразька) духовна семінарія св. рівноапостольних Кирила і Мефодія. Редактор — о. Р. Сливка[23].
  - Збаразька районна комунальна газета «Народне слово»

### Некрополі

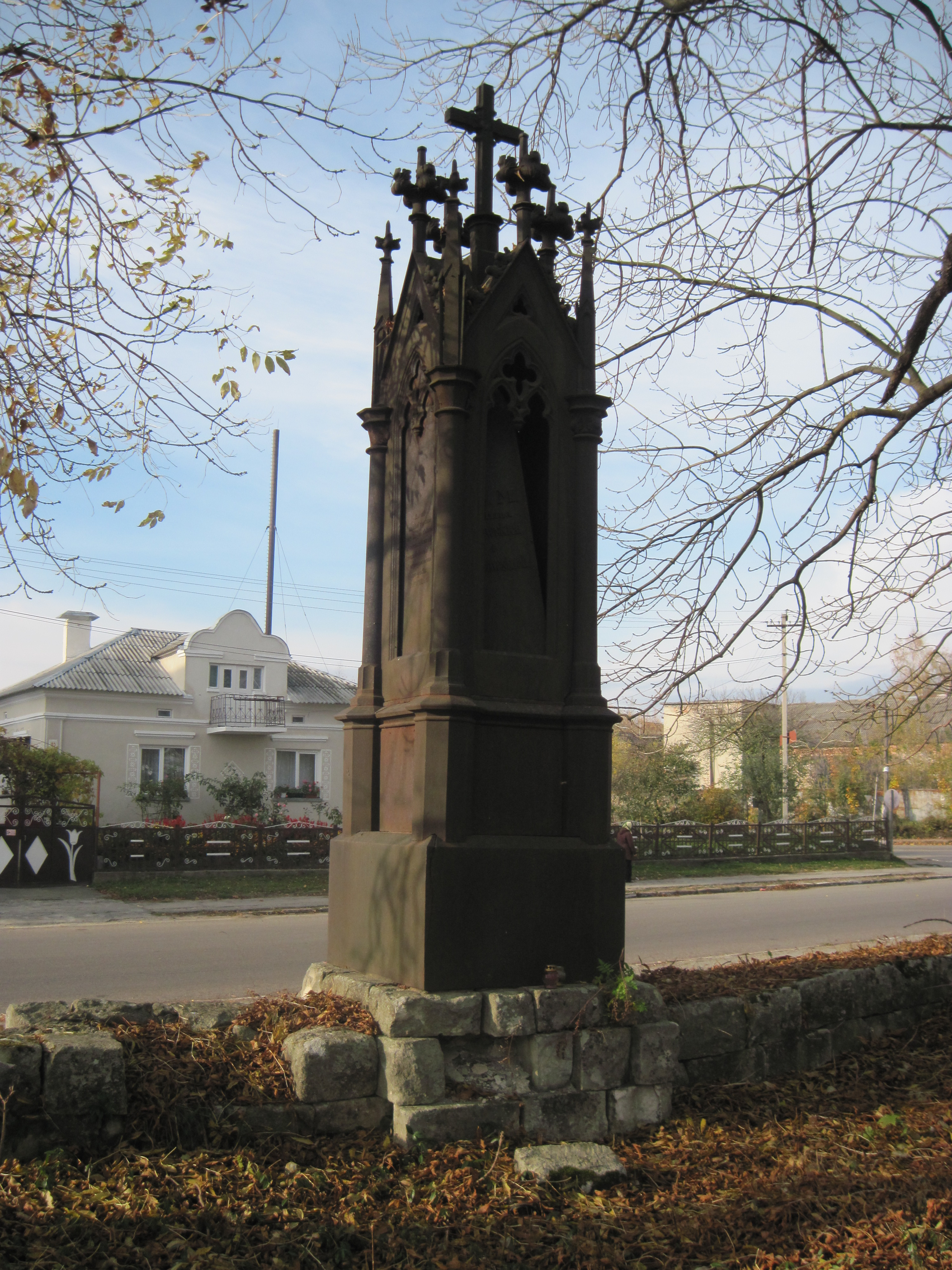
Старий цвинтар

На міському цвинтарі поховані УСС, жертви сталінських репресій (перепоховання).
У парку імені Богдана Хмельницького є меморіальний комплекс на честь радянських воїнів, полеглих при визволенні м. Збараж і прилеглих сіл у березні 1944 р. Поховано понад 680 воїнів. Спочатку вояки були поховані на цвинтарях, у міському парку. У 1984 р. у парку ім. Б. Хмельницького створено меморіальний комплекс, куди перенесені останки воїнів з індивідуальних могил та з цивільного цвинтаря. На комплексі розміщено 32 братські та індивідуальні могили, на яких встановлені лабрадоритові плити з викарбуваними прізвищами.
Є старе польське кладовище.

## Відомі люди

### Народилися
- Клячківський Дмитро (Роман) (Клим Савур), — полковник, перший командуючий УПА
- Устим Голоднюк — Герой України, захисник Майдану
- Антін Батюк — старшина Армії УНР, громадський діяч в діаспорі
- Юрій Бабич — український архітектор, лауреат Державної премії України в галузі архітектури за архітектуру Храмового комплексу з ландшафтним парком у с. Буках Сквирського району Київської області
- Білинський Борис Тарасович — український онколог
- Білинський Тарас Володимирович (1903—1941) — український громадський діяч
- Йосиф Верещинський — письменник і церковний діяч (РКЦ)
- д-р Вітошинський Мирон Станіславович — український громадсько-політичний діяч, адвокат, військовик, редактор. Збаразький повітовий комісар ЗУНР, похований тут
- Іґнаци Дашинський — польський публіцист, громадський діяч, політик
- Володимир Жила — літературознавець і громадський діяч
- Іван Прашко — єпископ Української Греко-Католицької Церкви
- Ігумен Святополк (Канюка), намісник Замкового Свято-Архангельського монастиря м. Луцька
- Гліб Кінах — церковний діяч, василіянин, історик і письменник
- Петро Любович — композитор
- Іван Дамаскин Попович — церковний діяч, василіянин, педагог, письменник і видавець у Канаді
- Осинський Антон — скульптор доби рококо
- Я. Стадник — актор, режисер
- Томасевич Степан — маляр і карикатурист
- Марія Тушицька — живописець
- Сергій Притула — ведучий, учасник українського «Comedy club UA», активний патріот України, ведучий Нового каналу.
- К. та Ф. Сребро, С. Стефановська — одні з праведників народів світу[26]
- Вільгельм Фельдман — польський публіцист, історик літератури та драматург[27]
- Тарас Михальський — військовик
- Віктор Тригуба — відмінник освіти України, директор Тернопільської класичної гімназії.[28]
- Віктор Туркула — український волейболіст, головний тренер команди «Галичанка-ТНЕУ-Гадз».[29]
- Іда Фінк — письменниця
- Надійка Гербіш — письменниця

### Перебували, працювали
- Іван Мазепа
- Теодор Верней (пом. 28.2.1921, Тернопіль) — командант повітової жандармерії в Збаражі[30].
- курфюрст Саксонії та король Польщі Август III Фрідріх[31].
- Ракочий Григорій (1889—1920) — адвокат у місті до 1914 року, збирач фольклору, співпрацював з В. Гнатюком, сотник УГА, помер від тифу на Вінниччині[32]
- о. Яків Горбачевський (1817—1875) — священник УГКЦ, парох Збаража, батько вченого Івана Горбачевського[33]

## Міста-побратими
- Болеславець, Польща (2016)[34]
- Білопілля, Україна (2025)[35]

## Світлини

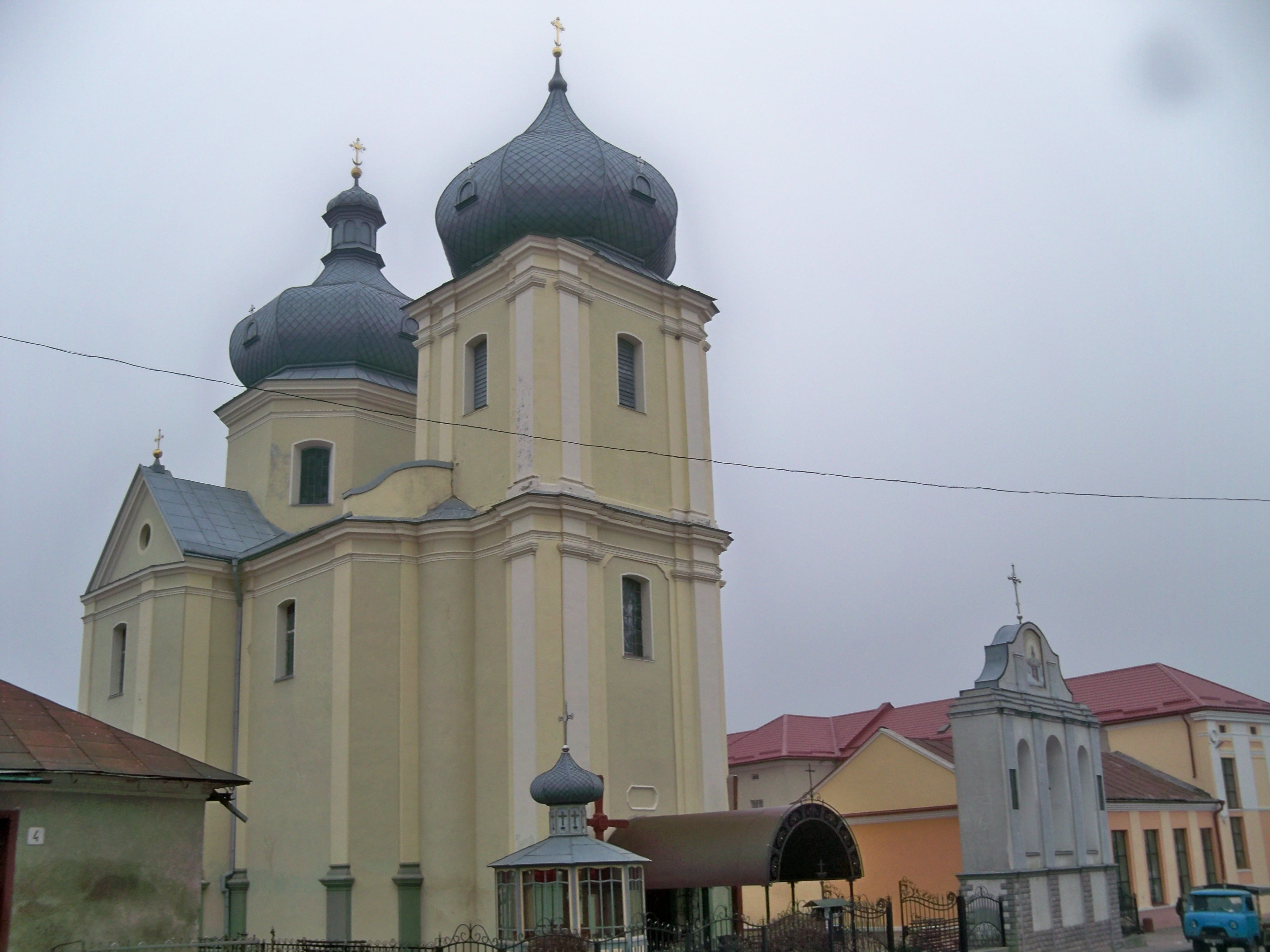
Церква Воскресіння Господнього
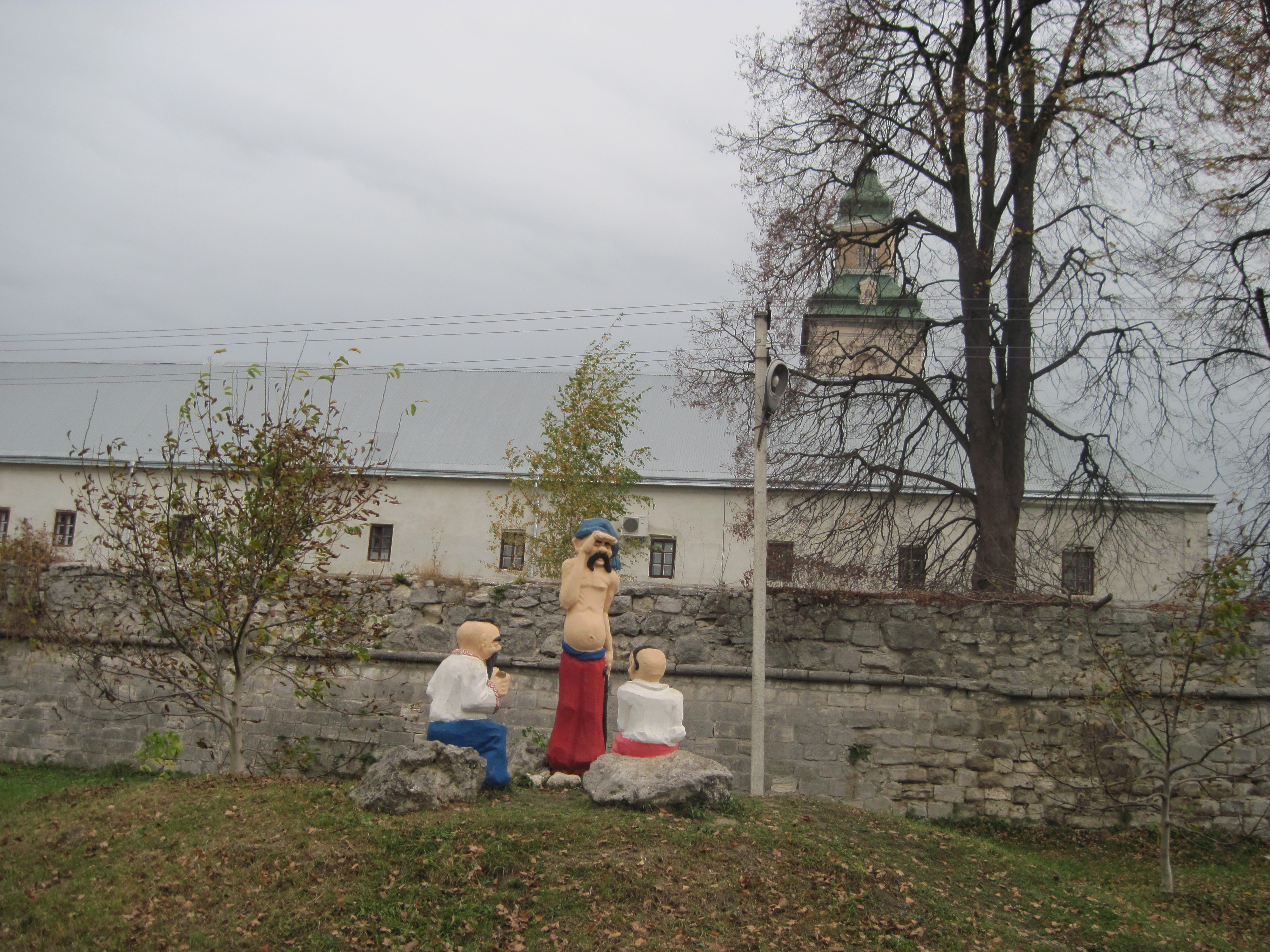
Козаки в парку ім. Бурляя
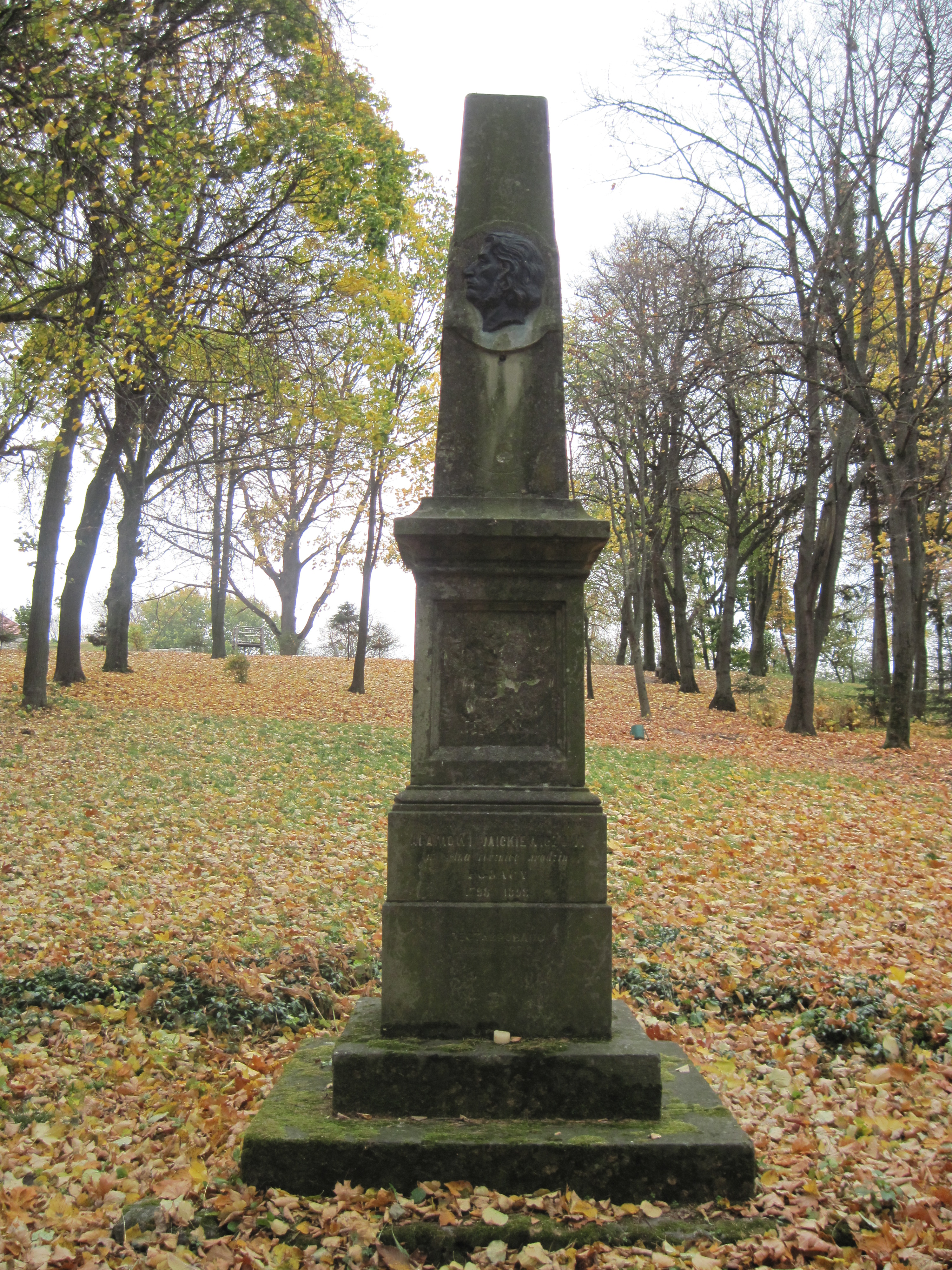
Пам'ятник Адаму Міцкевичу у парку ім. Богдана Хмельницького
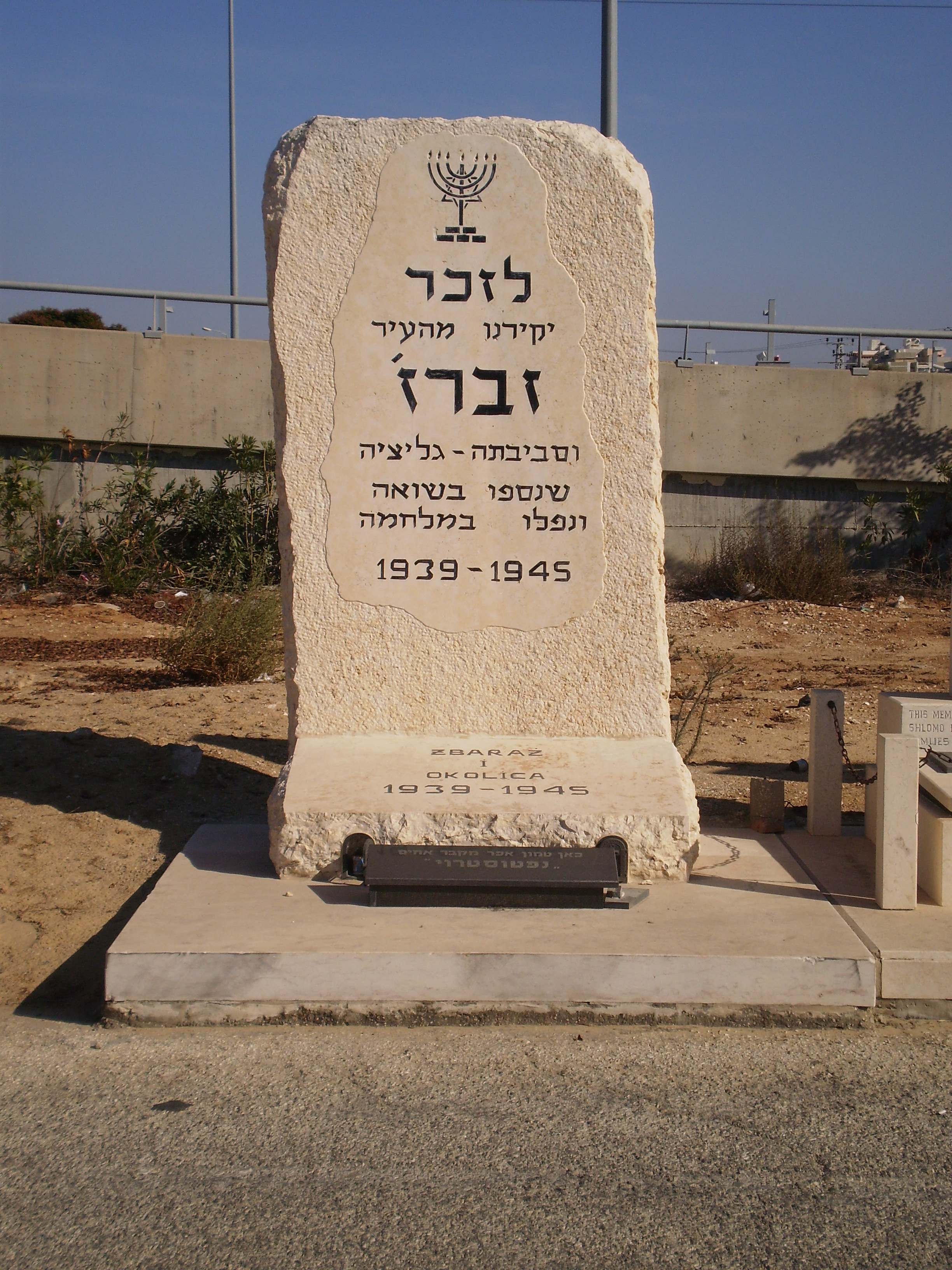
Меморіал, присвячений містянам-жертвам Голокосту (Холон, Ізраїль)
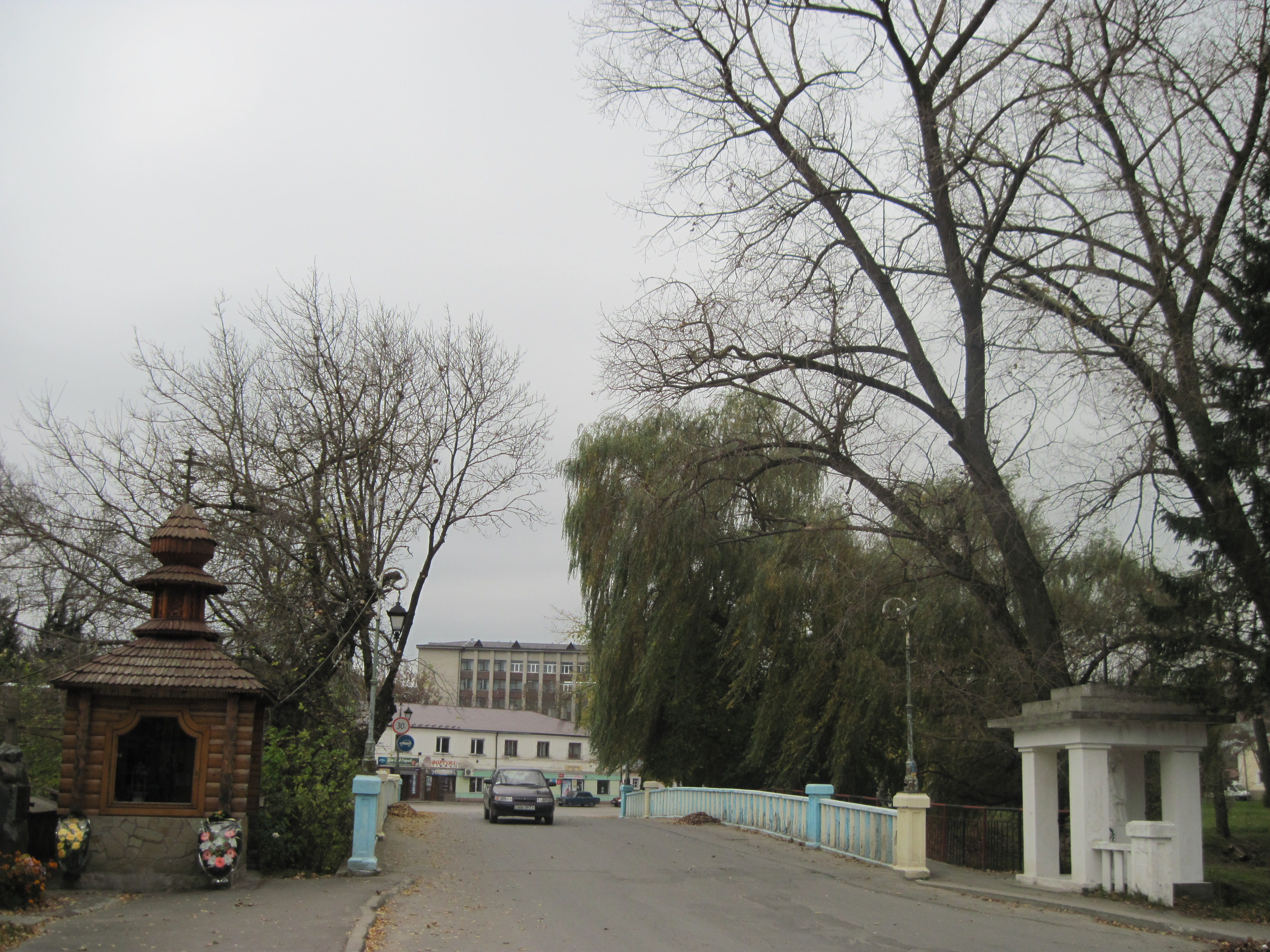
Міст по вул. Незалежності з каплицями
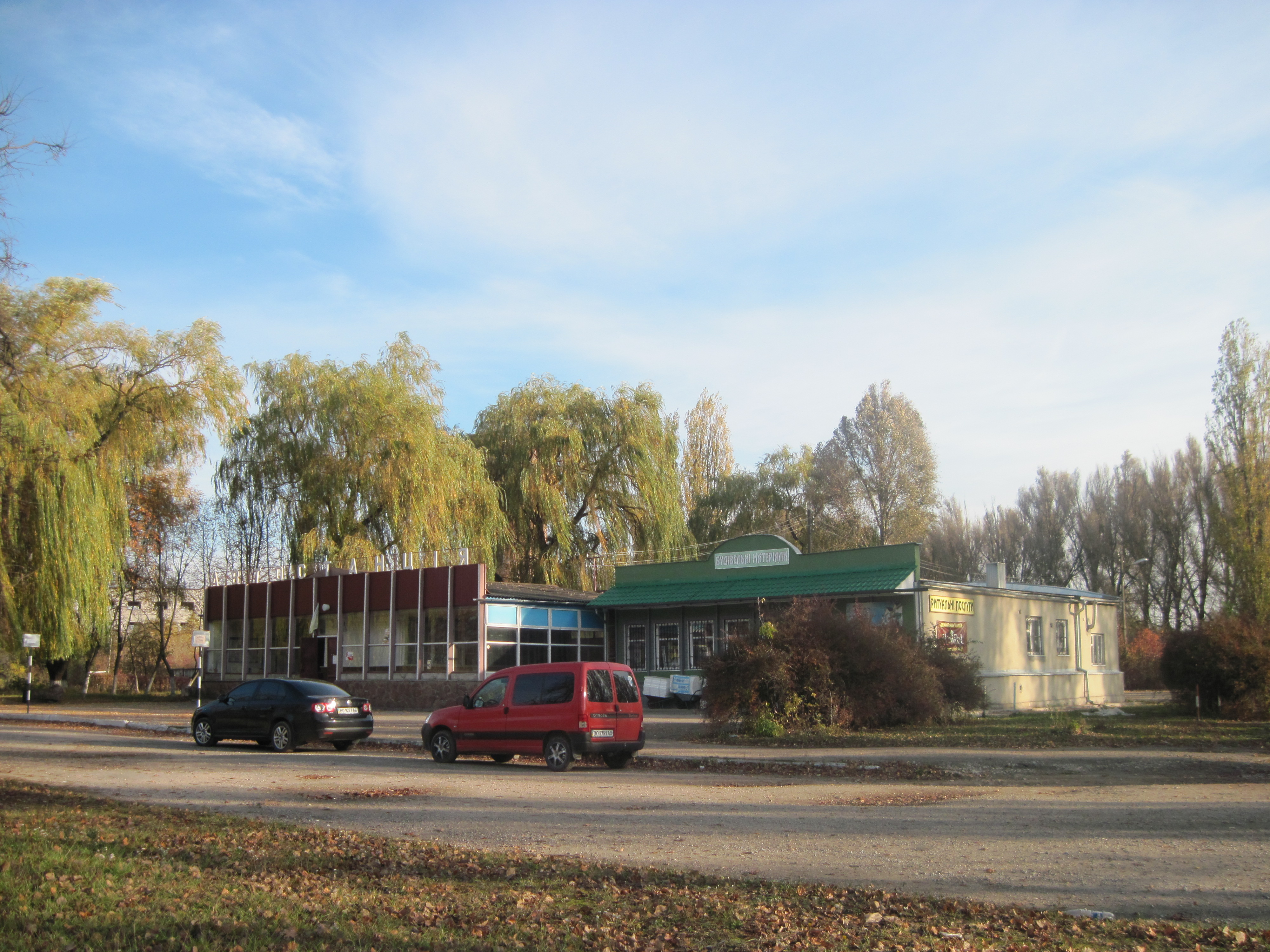
Автостанція
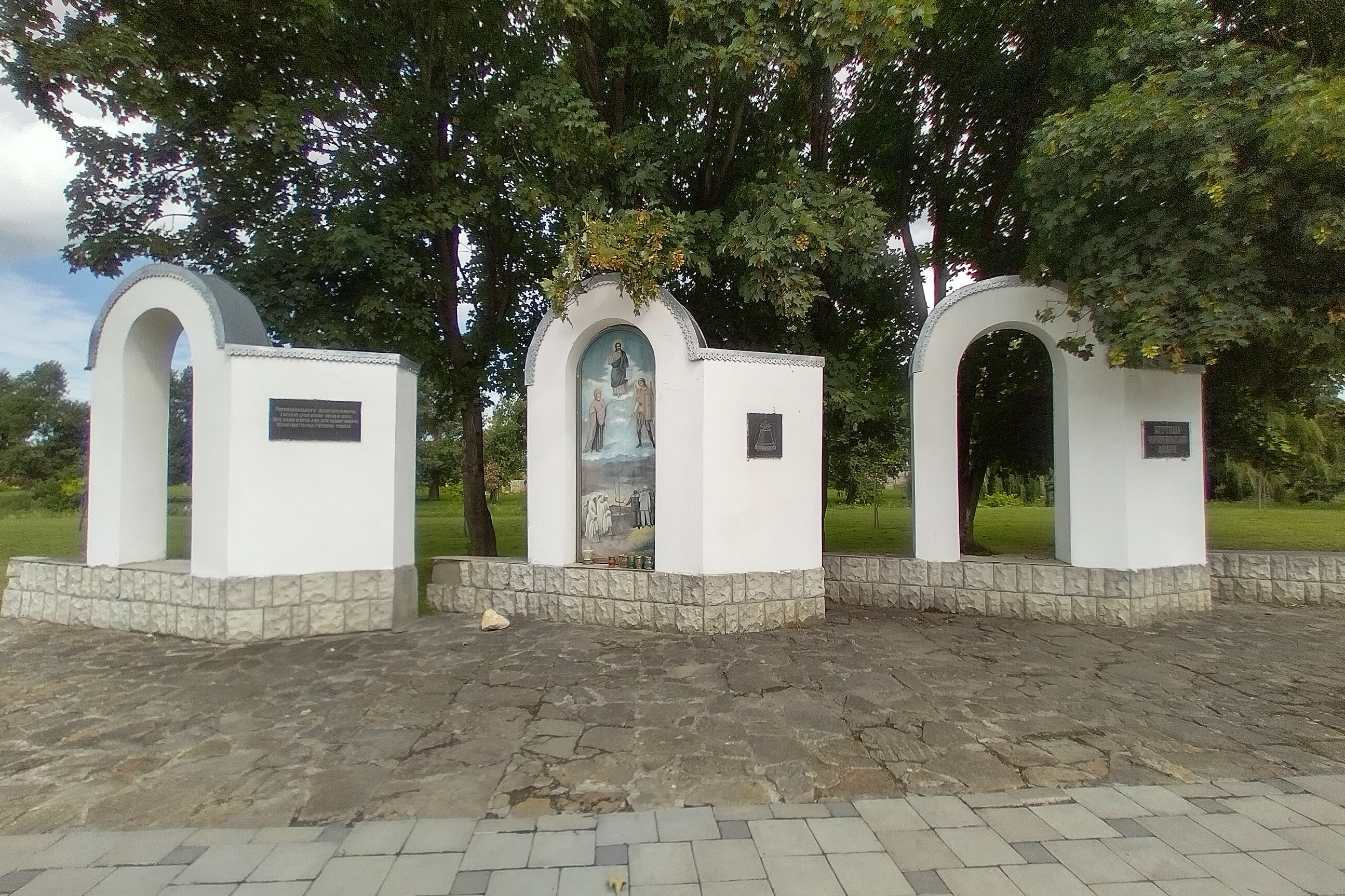
Пам'ятник жертвам Чорнобильської катастрофи
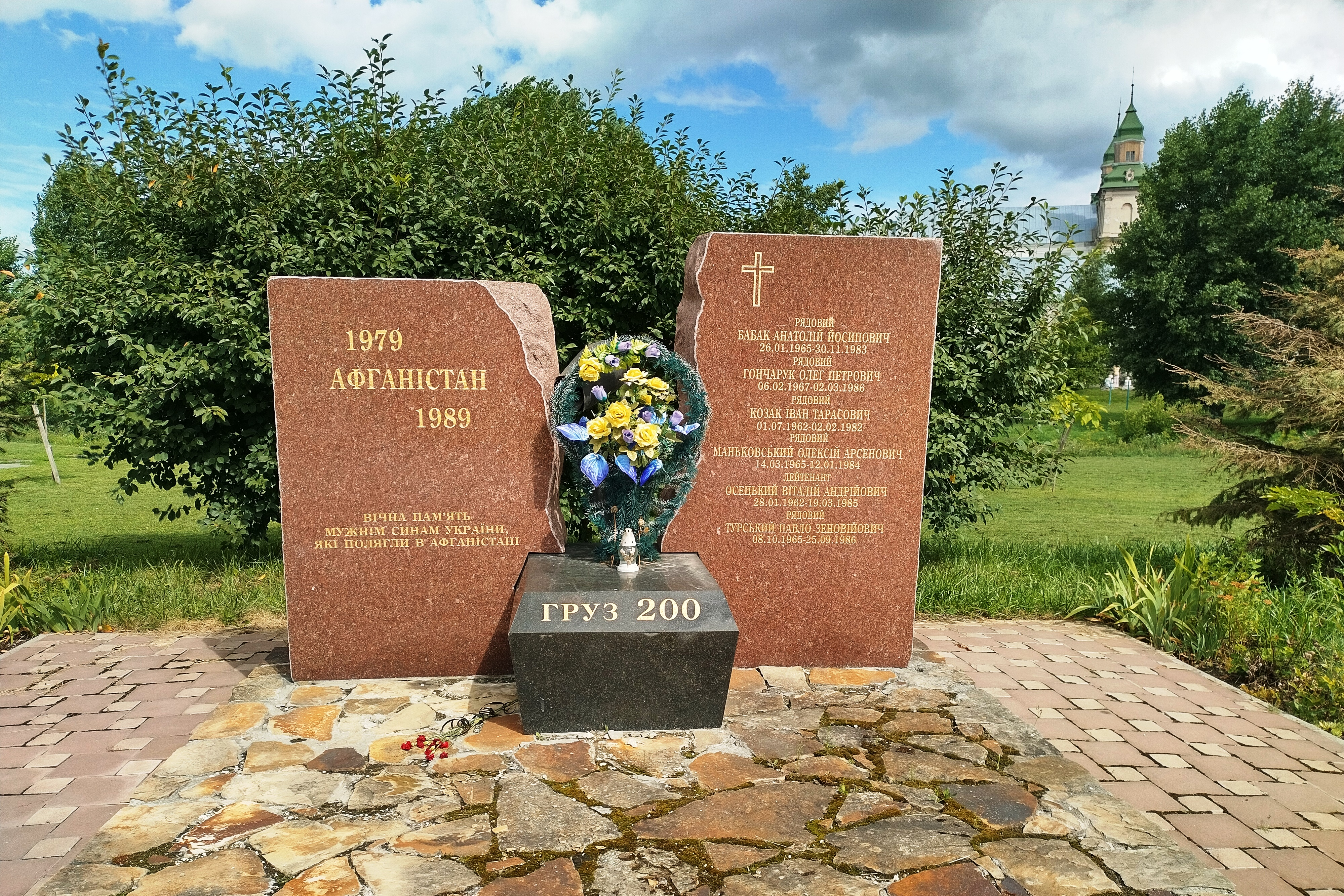
Пам'ятник воїнам-афганцям
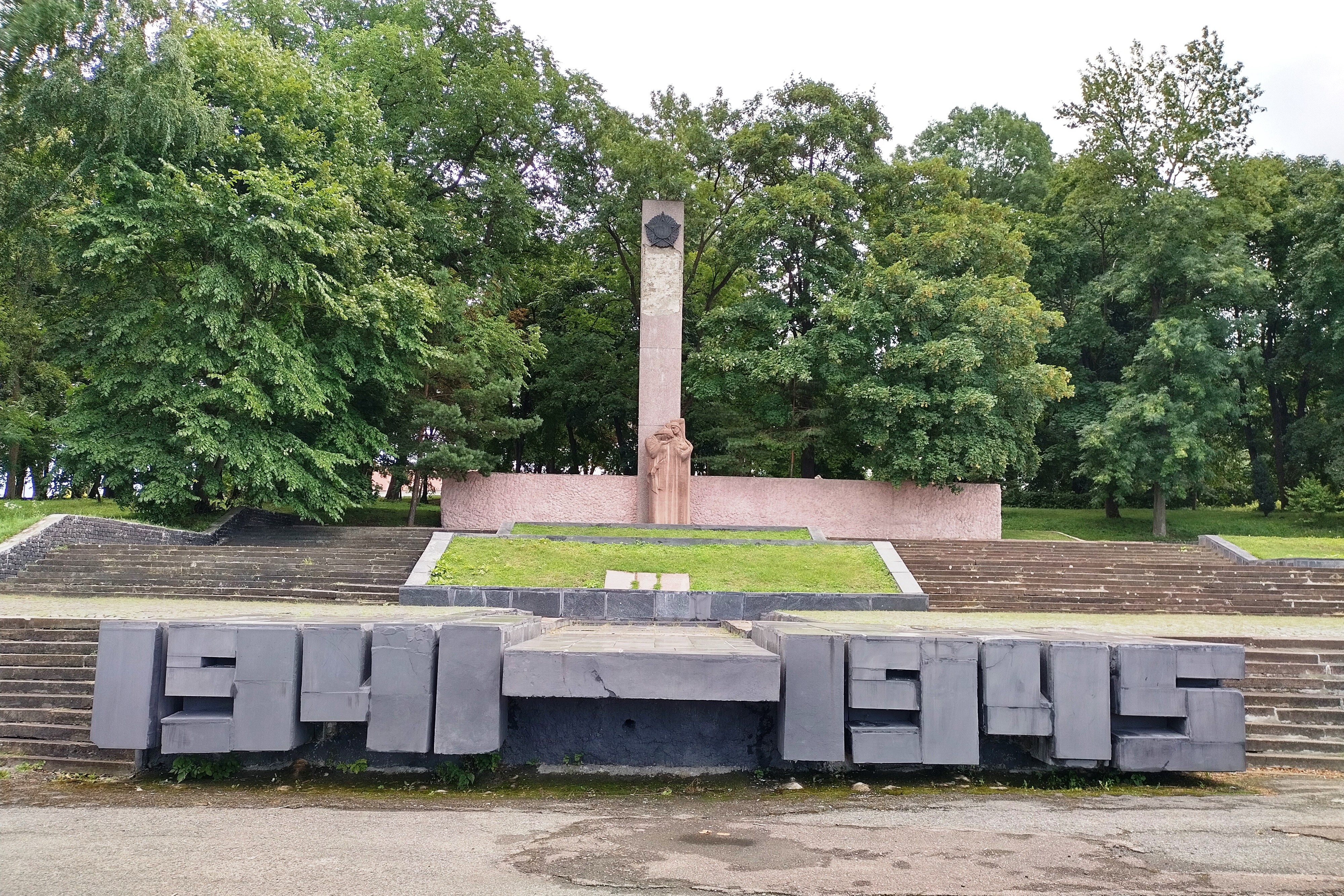
Меморіал слави воїнам, полеглим у німецько-радянській війні
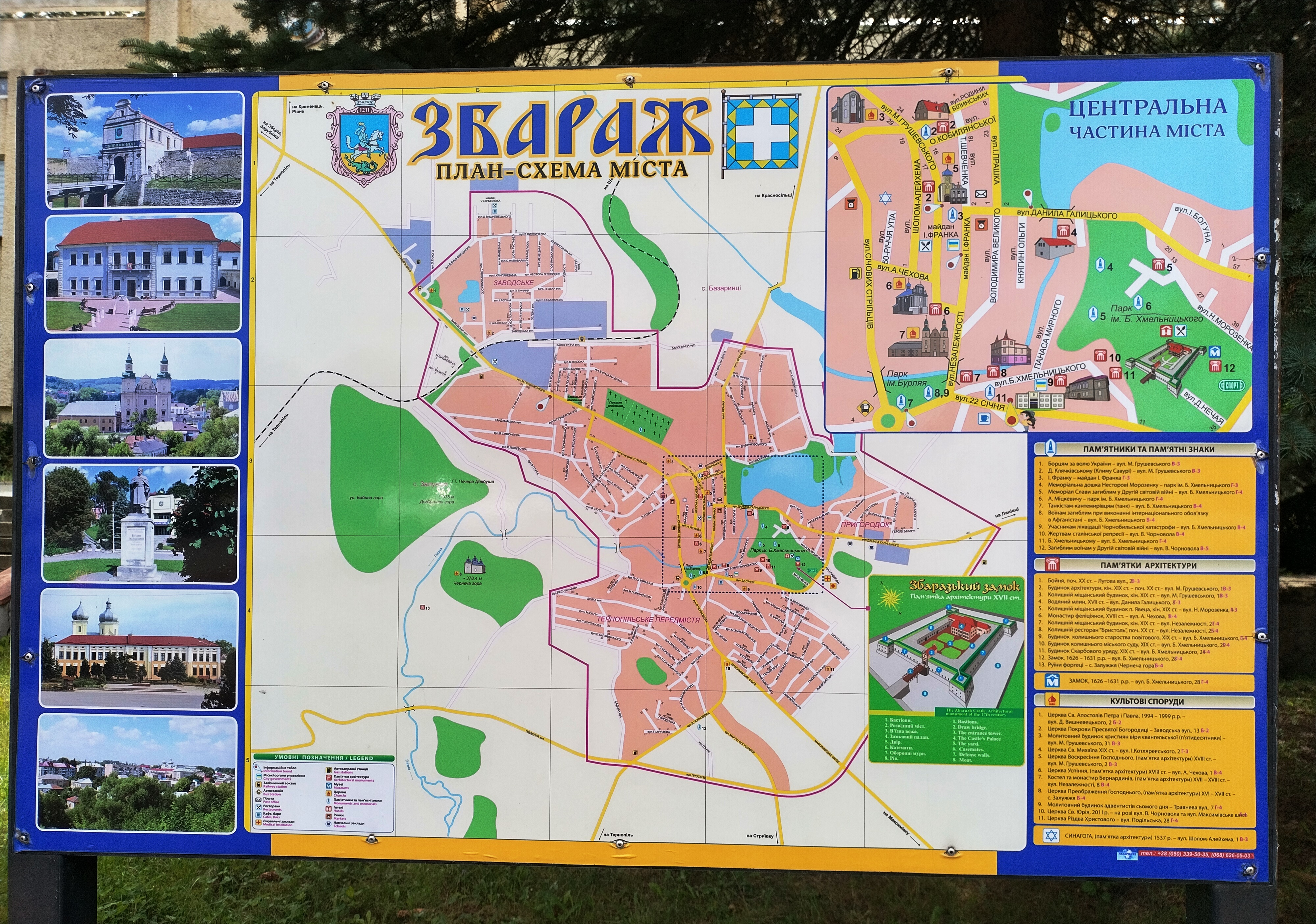
План-схема міста
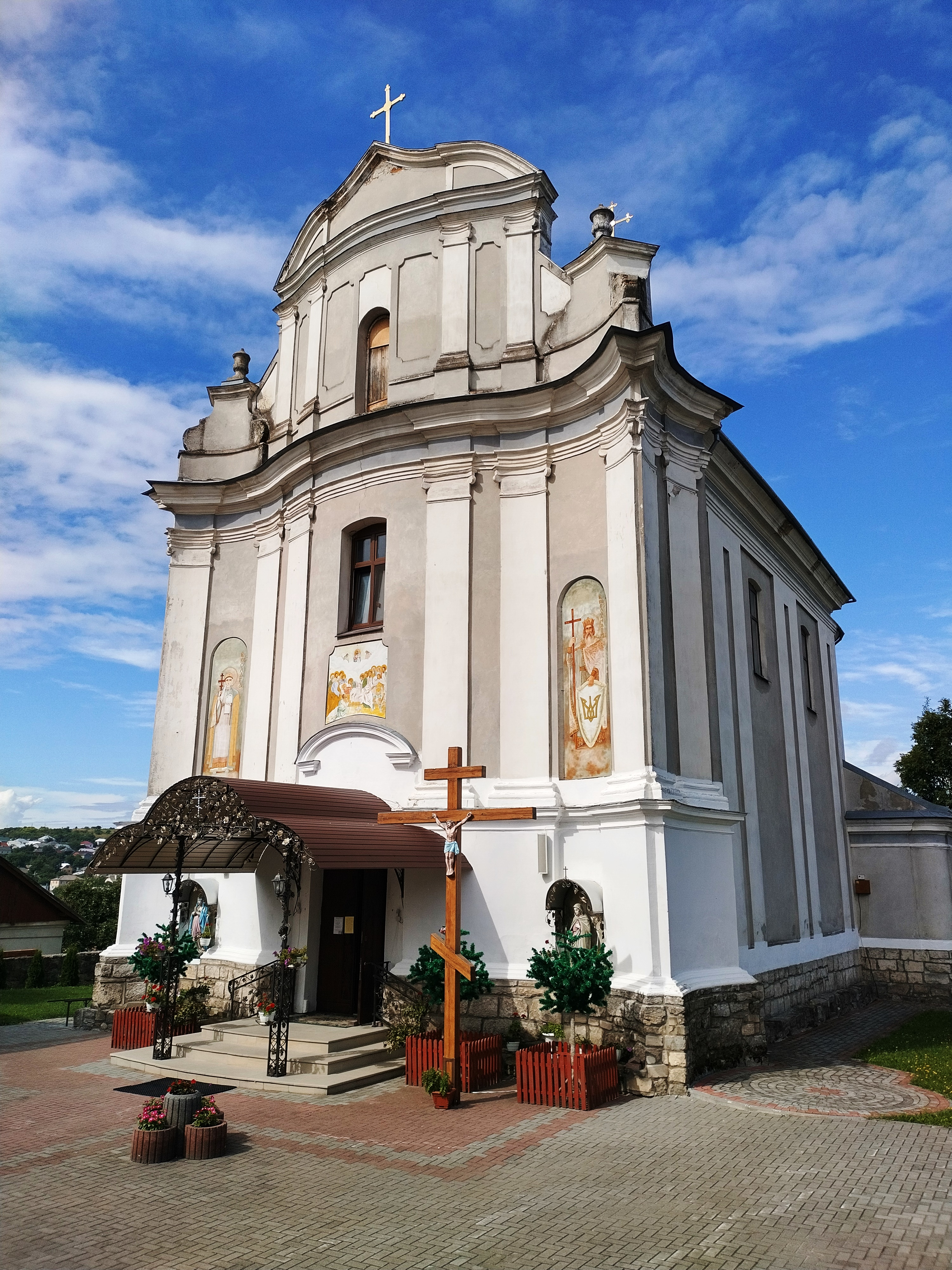
Церква Успіння Пресвятої Богородиці
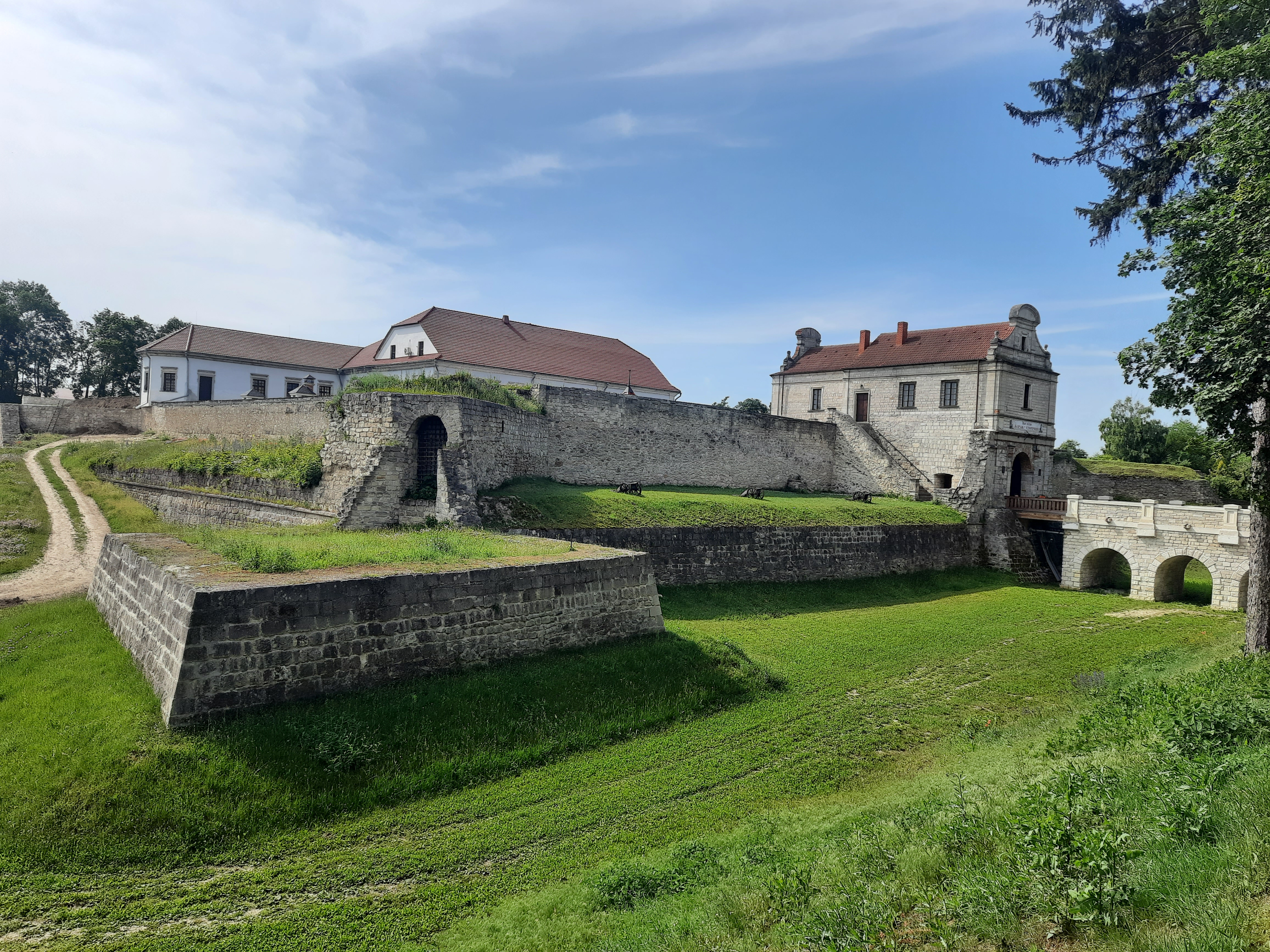
Збаразький замок
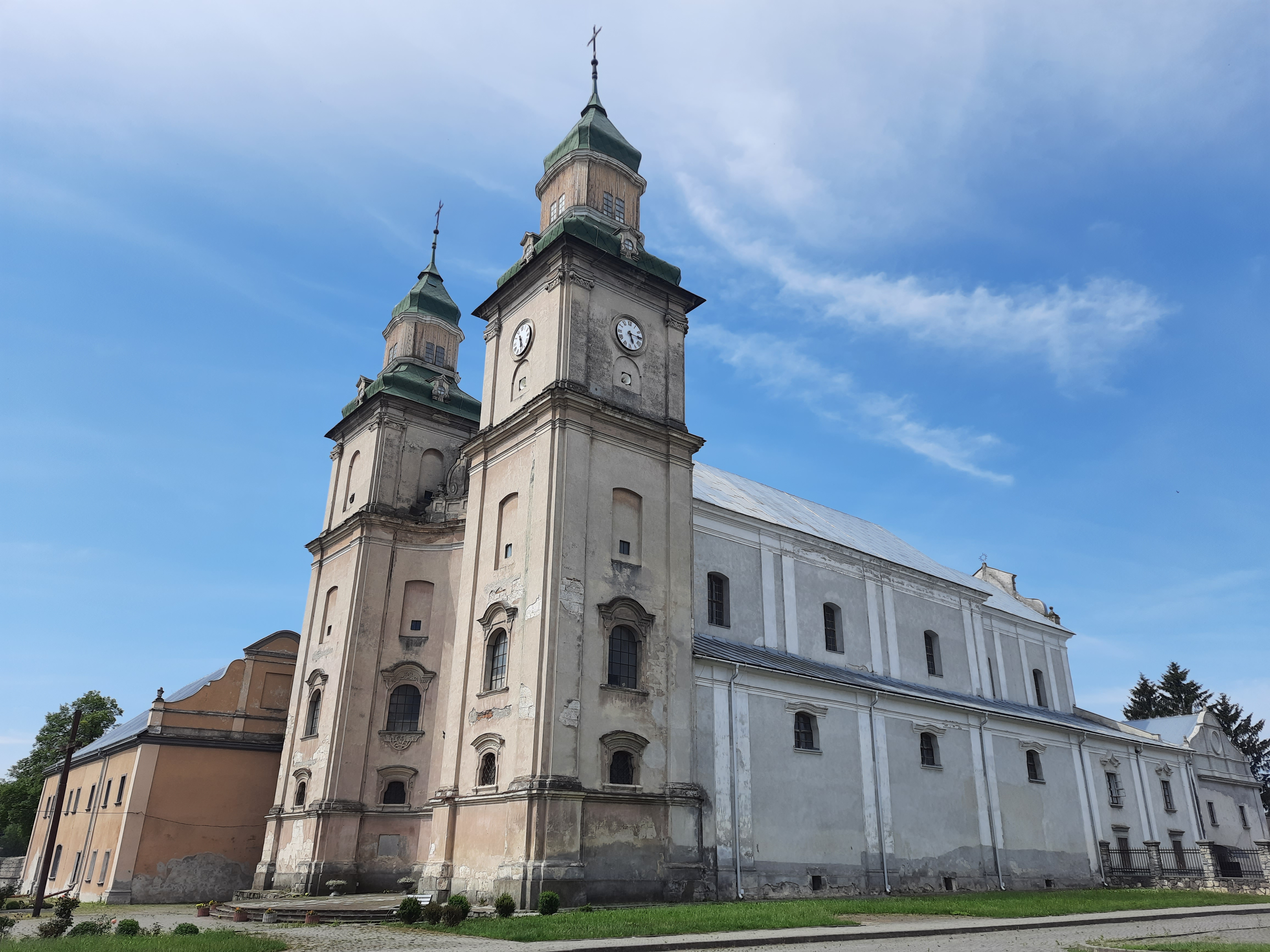
Бернардинський монастир
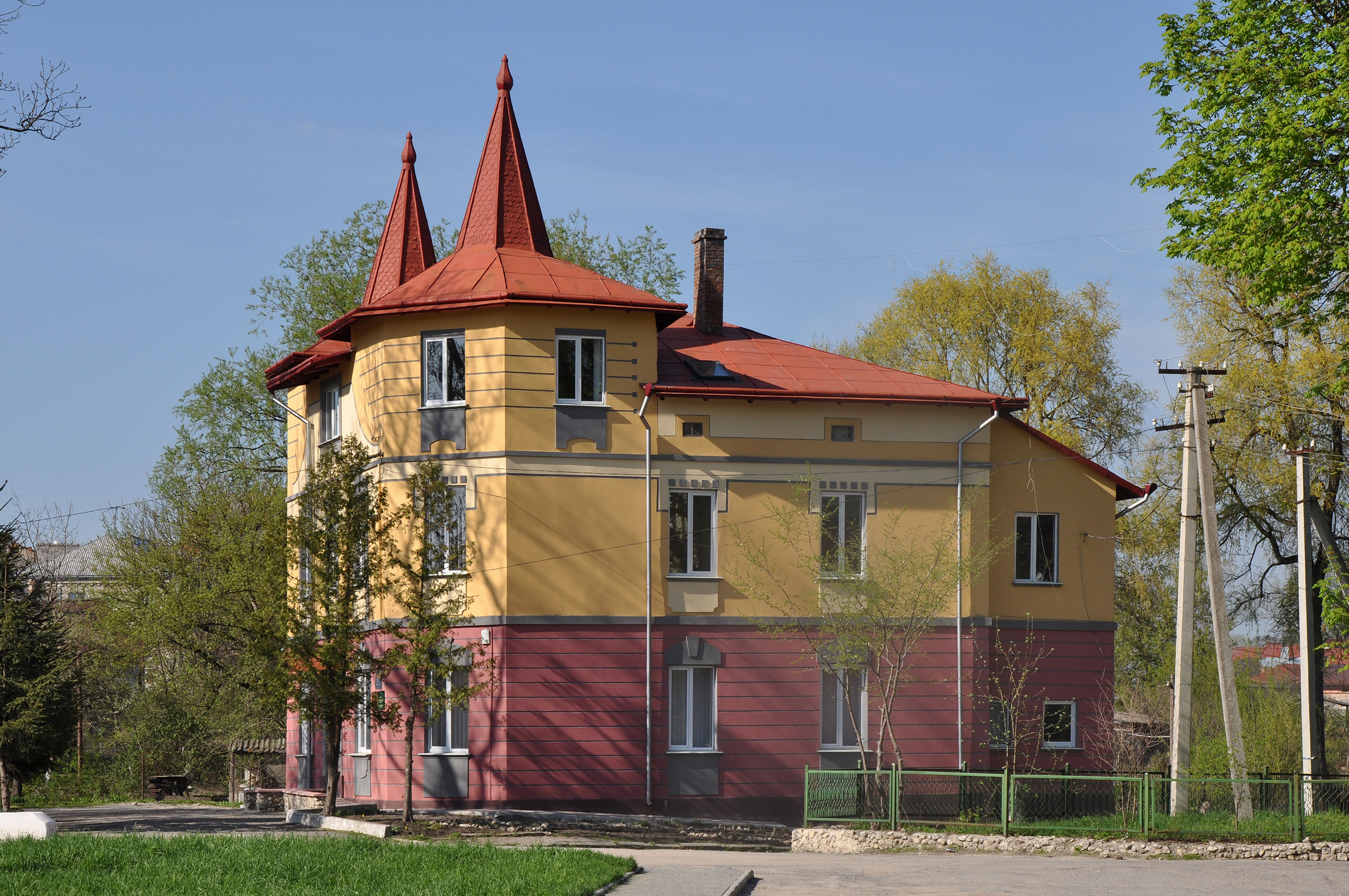
Будинок на вулиці Незалежності, 25